# Lee Roy Smith
Lee Roy Smith (ur. 30 lipca 1958) – amerykański zapaśnik walczący w stylu wolnym. Wicemistrz świata w 1983. Drugi w Pucharze Świata w 1984; drugi w drużynie w 1983 roku.
Zawodnik Del City High School z Del City i Oklahoma State University. Trzy razy (1977, 1979, 1980) w finale NCAA Division I, pierwszy w 1980 roku.
Cztery tytuły w Big 8 Conference. Mistrz All-America AAU w 1981 i 1982 roku.
Jego bracia, Pat Smith i John Smith byli również zapaśnikami; John dwukrotnie został mistrzem olimpijskim.